# フランク・ウィルチェック
フランク・アンソニー・ウィルチェック（Frank Anthony Wilczek [ˈvɪltʃɛk]、1951年5月15日 - ）は、ポーランド系、イタリア系のアメリカ合衆国の物理学者。2004年デイビッド・グロス 、H. デビッド・ポリツァー とともに「強い相互作用の理論における漸近的自由性の発見」の功績によりノーベル物理学賞を受賞した。

## 来歴
ニューヨーク州ミネオラ出身。1970年シカゴ大学卒業、1974年プリンストン大学から数学のPh.D.を取得。プリンストン大学を経て、1980年よりカリフォルニア大学サンタバーバラ校教授、2000年よりマサチューセッツ工科大学教授を歴任。
1973年にプリンストン大学で, デイビッド・グロスとともに漸近的自由性を発見した。素粒子物理学における漸近的自由性とは、素粒子間の「強い相互作用」は、近距離ないし高エネルギー下では相互作用が弱くなるという性質で、陽子や中性子の構成要素とされるクォークが単独で観測できないことなどを説明する量子色力学の理論である。H・デイヴィッド・ポリツァーの論文とウィルチェックらの論文がPhysical Review Lettersの同じ号に掲載され、公式には、3人が同時に漸近自由性を発見したことになった。

## 受賞歴
- J・J・サクライ賞（1986年）
- ICTPのディラック・メダル（1994年）
- ローレンツメダル（2002年）
- 高エネルギー・素粒子物理学賞（2003年）
- リリエンフェルト賞（2003年）
- ノーベル物理学賞（2004年）
- キング・ファイサル国際賞（2005年）
- オスカル・クラインメダル（2013年）
- テンプルトン賞（2022年）

## 著作
- 「物質のすべては光 現代物理学が明かす、力と質量の起源」 吉田三知世 訳 早川書房 ISBN 978-4-15-209097-3
- 「すべては量子でできている 宇宙を動かす10の根本原理」 吉田三知世 訳 筑摩書房 ISBN 978-4-480-01754-3